# Хениоха
Хениоха је у грчкој митологији било име више личности.

## Етимологија
Име Хениоха има значење „она која држи узде“.

## Митологија
- Према Паусанији, била је Креонтова кћерка.[2] Статуе њене сестре Пире и ње су биле постављене на улазу у храм Аполона Исменија у Теби. Хесиод је иначе Креонтову супругу Еуридику називао Хениоха.[3]
- Према Плутарху, била је Питејева кћерка, која је са Кенетом имала сина Скирона или Синида.[2] Хениоха је према једној причи била Етрина сестра, што би значило да су Скирон и Тезеј били рођаци, па је Тезеј основао истамске игре у Скиронову част.[4]
- Помињала се и Медејина дадиља са овим именом.[2] Њена дужност је била да чува част девојке и брине се о њеном васпитању. Када је Медеја угледала Фрикса, препаднута од странца, дадиља ју је смирила, препознајући по хаљинама које је носио да се радило о грчком јунаку.[5]
- Хесиоха се помињала и као Андропомпова супруга и мајка хероја Меланта.[4]
- Једно од култних имена богиње Хере, а које је оличавало њену божанску природу и покровитељску нарав. Значење овог имена је „кочије“ или „тријумфална кола“.[6]